# Melanotus chejuensis
Melanotus chejuensis là một loài bọ cánh cứng trong họ Elateridae. Loài này được Lee in Lee, Woo & Kwon miêu tả khoa học năm 1999.